# Список музеев Ивановской области

## Иваново
- Дом-музей художника А. И. Морозова (Иваново, ул. Багаева, д. 57)
- Дом-музей художника Б. И. Пророкова (Иваново, ул. Пророкова, д. 15)
- Дом-музей семьи Бубновых (Иваново, ул. 3-го Интернационала, д. 45/43)[1]
- Дом-музей семьи Цветаевых (Ивановский район, село Ново-Талицы, ул. Цветаева, д. 63)
- Ивановский государственный историко-краеведческий музей имени Д. Г. Бурылина (Иваново, ул. Советская, д. 29)
- Ивановский областной художественный музей (Иваново, пр. Ленина, д. 33)[2]
- Кабинет-музей М. В. Фрунзе (Иваново, ул. Рабфаковская, д. 6)
- Музей военно-транспортной авиации (Иваново, п/о 14)
- Музей ивановского ситца (Иваново, ул. Батурина, д. 11/42)
- Музей камня «Литос-КЛИО»[3]
- Музей первого Совета (Иваново, ул. Советская, д. 27)[4]
- Музей промышленности и искусства (Иваново, ул. Батурина, д. 6/40)
- Музейно-выставочный центр (Иваново, ул. Советская, д. 29)
- Музей советского автопрома (Иваново, ул. Парижской Коммуны, д. 16) — в экспозиции ретроавтомобили легендарных заводов: ГАЗ, ЗИЛ, ЗИС, ЗИМ, ВАЗ[5]
- Музей сыра (Иваново, Шереметевский просп., д. 53).

## Верхний Ландех
- Мытский краеведческий музей (Верхнеландеховский район, село Мыт, ул. Торговая, д. 1)

## Вичуга
- Вичугский художественный музей (Вичуга, ул. Ногинская, д. 16)

## Гаврилов Посад
- Гаврилово-Посадский краеведческий музей (Гаврилов Посад, ул. Розы Люксембург, д. 5)

## Ильинское-Хованское
- Ильинский краеведческий музей (Ильинское-Хованское, ул. Первомайская, д. 23)

## Кинешма
- Кинешемский краеведческий музей (Кинешма, ул. Ленина, д. 2);
- Кинешемский художественно-исторический музей (Кинешма, ул. Комсомольская, д. 30)
- Музей «Кинешемский валенок» семьи Соколовых[6]. Самый большой валенок в мире высотой 168 см, в Книге рекордов России (Кинешма, ул. Ленина, д. 20)
- Музей истории Кинешемского драматического театра имени А. Н. Островского (Кинешма, ул. Советская, д. 12)
- Дом-музей святителя Василия, епископа Кинешемского (Кинешма, ул. Дудникова, д. 17)
- Ресторан-музей «Русская изба» (Кинешма, Волжский бульвар, 1а)
- Художественный салон, информационно-туристический центр города Кинешмы (Кинешма, ул. Советская, д. 1)
- Музей военной техники под открытым небом при входе в Парк культуры и отдыха им. 35-летия Победы (Кинешма, ул. Завокзальная)
- Музей пожарной охраны Кинешмы, открыт 8 октября 2020 года (Кинешма, ул. Островского, д. 4)
- Музей «Советский автопром» (Кинешма, ул. Горохова)
- Музей завода «Автоагрегат», открыт в день 50-летия завода, 30 марта 2017 года (Кинешма, ул. 2-я Шуйская)
- Кинешемский музейно-просветительский центр имени Б. М. Кустодиева (Кинешма, ул. Фрунзе, д. 9/22)
- «Клуб любителей искусствъ», включая картинную галерею (Кинешма, ул. Рылевская, 24, строение 2)[7]

## Лух
- Лухский краеведческий музей им. Н. Н. Бенардоса (Лух, ул. Горького, д. 9)

## Палех
- Государственный музей Палехского искусства (Палех, ул. Баканова, д. 50)
- Музей-мастерская А. А. Дыдыкина (Палех, ул. Ленина, д. 13)
- Дом-музей Н.М. Зиновьева (Палехский район, деревня Дягилево)
- Дом-музей И. И. Голикова (Палех, ул. Ленина, д. 2)
- Дом-музей П.Д. Корина (Палех, ул. Д. Бедного, д. 19)

## Плёс
- Плёсский государственный историко-архитектурный и художественный музей-заповедник (Плёс, Соборная гора, д. 1)
- Дом-музей Исаака Ильича Левитана (Плёс, ул. Луначарского, д. 4)
- Музей пейзажа (Плёс, ул. Луначарского, д. 20)
- Музей свадьбы (Плёс, ул. Спуск Горы Свободы, д. 7)
- Музейный центр археолога Павла Травкина (Музей древнерусской семьи 1237 года и Уголок первобытного рыболова и охотника) (Плёс, ул. Спуск Горы Свободы, д. 1)
- Воинское шоу «1429 год» (Плёс, ул. Спуск Горы Свободы, д. 8)

## Пучеж
- Пучежский краеведческий музей (Пучеж, ул. Радищева, д. 40)

## Рогатино
- Музей-заповедник народного быта

## Шуя
- Литературно-краеведческий музей им. Константина Бальмонта (Шуя, ул. Ленина, д. 2)
- Шуйский музейно-культурный центр им. М.В.Фрунзе (Шуя, ул. М. Белова, д. 13)

## Фурманов
- Мемориальный музей Д.А. Фурманова (Фурманов, ул. Большая Фурмановская, д. 69)
- Фурмановская картинная галерея им. Д. А. Трубникова (Фурманов, ул. Советская, д. 9)

## Южский район
- Государственный музей холуйского искусства (Южский район, село Холуй, ул. Путилова, д. 10)

## Юрьевец
- Юрьевецкий областной музей (Музей города Юрьевца) (Юрьевец, ул. Тарковского, д. 2)
- Музей Андрея Тарковского (Юрьевец, ул. Тарковского, д. 8)
- Музей архитекторов Весниных (Юрьевец, въезд Весниных, д. 8)